# 硬质瓷

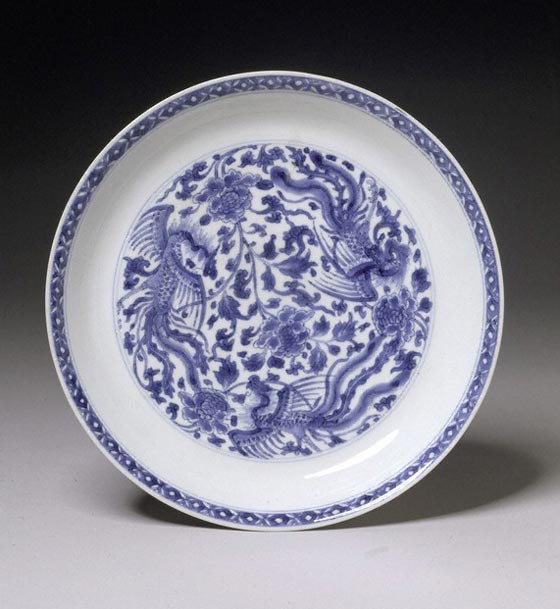
清朝硬釉瓷盘

硬质瓷，也称为硬釉或真瓷，是一种陶瓷材料，指由长石和高岭土在1400摄氏度左右烧至而成。硬质瓷最早于7世纪在中国出现，并从此成为了最常见的中国瓷器类型。